# Forest County (Pennsylvania)
Forest County ist ein County im Bundesstaat Pennsylvania der Vereinigten Staaten. Bei der Volkszählung im Jahr 2020 hatte das County 6973 Einwohner und eine Bevölkerungsdichte von 6 Einwohner pro Quadratkilometer. Der Verwaltungssitz (County Seat) ist Tionesta.

## Geschichte
Das Forest County wurde am 11. April 1848 gebildet. Der Name bezieht sich auf die starke Bewaldung der Region.
Vier Bauwerke und Stätten des Countys sind im National Register of Historic Places (NRHP) eingetragen (Stand 23. Juli 2018).

## Geographie
Das County hat eine Fläche von 1117 Quadratkilometern, wovon 8 Quadratkilometer Wasserfläche sind.

## Orte im Forest County
Das Forest County ist unterteilt in 9 Gemeinden, davon eine Borough und 8 Townships. Zu Statistikzwecken führt das U.S. Census Bureau einen Census-designated place. Dieser ist Teil einer Township und hat keine Selbstverwaltung.

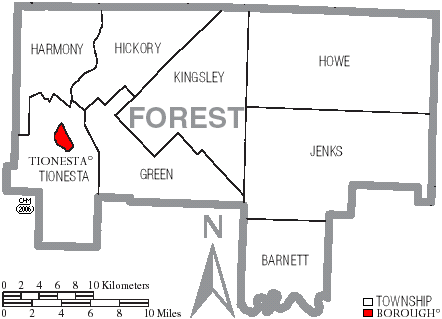
Karte des Forest County

Boroughs
| - Tionesta |

Townships
| - Barnett Township - Green Township - Harmony Township - Hickory Township | - Howe Township - Jenks Township - Kingsley Township - Tionesta Township |

Census-designated places (CDP)
| - Marienville |

Unincorporated Communitys
| - Clarington - Cooksburg - East Hickory | - Endeavor - Porkey - West Hickory |